# Општина Тимишешти (Њамц)
Тимишешти (рум. Timişeşti) општина је у Румунији у округу Њамц.
Oпштина се налази на надморској висини од 290 m.